# جيسوس رودريغيز (لاعب كرة قدم كولومبي)
جيسوس رودريغيز (بالإسبانية: Jesús Rodríguez)‏ (27 أكتوبر 1993 في كولومبيا - ) هو لاعب كرة قدم كولومبي في مركز الهجوم. لعب مع أتلتيكو جونيور.

## وصلات خارجية
- جيسوس رودريغيز على موقع قاعدة بيانات كرة القدم.إي يو (الإنجليزية)
- جيسوس رودريغيز على موقع Soccerway.com (الإنجليزية)
- جيسوس رودريغيز على موقع AS.com (الإسبانية)
- جيسوس رودريغيز على موقع AS.com (الإسبانية)